# Basket Costa 2020-2021
Questa voce raccoglie le informazioni riguardanti la società cestistica femminile Basket Costa nelle competizioni ufficiali della stagione 2020-2021.

## Stagione
La stagione 2020-2021 del Basket Costa, sponsorizzato Limonta è stata la terza che ha disputato in Serie A1 femminile.

## Verdetti stagionali
- Serie A1: (28 partite)

stagione regolare: 8º posto su 14 squadre (13-13);
play-off: sconfitta ai quarti di finale da Venezia (0-2).
- Coppa Italia: (1 partita)

sconfitta ai quarti di finale da Schio (53-84).

## Roster
|    | Naz.                   | Ruolo | Sportivo          | Anno | Alt. |  |        |
| -- | ---------------------- | ----- | ----------------- | ---- | ---- |  | ------ |
| 2  | Italia (bandiera)      | G     | Giulia Barzaghi   | 2004 | 177  |  |        |
| 2  | Italia (bandiera)      |       | Ilaria Bernardi   | 2005 |      |  | [ 2 ]  |
| 3  | Italia (bandiera)      | G     | Laura Spreafico   | 1991 | 181  |  | [ 3 ]  |
| 5  | Italia (bandiera)      | G     | Eleonora Villa    | 2004 | 168  |  |        |
| 6  | Italia (bandiera)      | G     | Matilde Villa     | 2004 | 170  |  |        |
| 7  | Italia (bandiera)      | AC    | Cristina Osazuwa  | 2005 | 190  |  |        |
| 7  | Italia (bandiera)      |       | Silvia Colognesi  | 2002 |      |  |        |
| 8  | Italia (bandiera)      | PG    | Beatrice Caloro   | 2004 | 174  |  |        |
| 10 | Italia (bandiera)      | G     | Beatrice Del Pero | 1999 | 180  |  | (cap.) |
| 11 | Lussemburgo (bandiera) | AC    | Lisa Jablonowski  | 1997 | 192  |  |        |
| 12 | Italia (bandiera)      | AC    | Martina Spinelli  | 2002 | 185  |  |        |
| 14 | Italia (bandiera)      | GA    | Vittoria Allievi  | 2003 | 180  |  |        |
| 16 | Italia (bandiera)      | AC    | Roberta Tentori   | 2004 | 184  |  |        |
| 18 | Italia (bandiera)      | AC    | Marika Labanca    | 2003 | 185  |  |        |
| 20 | Italia (bandiera)      | G     | Laura Toffali     | 2003 | 172  |  |        |
| 21 | Italia (bandiera)      | GA    | Nancy N'Guessan   | 2003 | 176  |  |        |
| 23 | Stati Uniti (bandiera) | G     | Jessica Kovatch   | 1997 | 175  |  | [ 4 ]  |
| 44 | Stati Uniti (bandiera) | C     | Jaisa Nunn        | 1997 | 192  |  |        |

## Risultati

### Coppa Italia

#### Quarti di finale
| Arbitri: | Daniele Calella (Bologna) Cristina Maria Culmone (Bologna) Chiara Corrias (Cordovado) |

|            |          |               |
| Achonwa 18 | Punti    | 11 Spinelli   |
| Cinili 5   | Assist   | 3 M. Villa    |
| Gruda 11   | Rimbalzi | 7 Jablonowski |

## Statistiche

### Statistiche di squadra
| Competizione | Punti | In casa | In casa | In casa | In casa | In casa | In trasferta | In trasferta | In trasferta | In trasferta | In trasferta | Totale | Totale | Totale | Totale | Totale | Totale |
| Competizione | Punti | G       | V       | P       | Ptf     | Pts     | G            | V            | P            | Ptf          | Pts          | G      | V      | P      | Ptf    | Pts    | Diff.  |
| ------------ | ----- | ------- | ------- | ------- | ------- | ------- | ------------ | ------------ | ------------ | ------------ | ------------ | ------ | ------ | ------ | ------ | ------ | ------ |
| Serie A1     | 26    | 13      | 7       | 6       | 989     | 967     | 13           | 6            | 7            | 929          | 1015         | 26     | 13     | 13     | 1918   | 1982   | -64    |
| Play-off     |       | 1       | 0       | 1       | 58      | 78      | 1            | 0            | 1            | 69           | 92           | 2      | 0      | 2      | 127    | 170    | -43    |
| Coppa Italia |       | -       | -       | -       | -       | -       | 1            | 0            | 1            | 53           | 84           | 1      | 0      | 1      | 53     | 84     | -31    |
| Totale       |       | 14      | 7       | 7       | 1047    | 1045    | 15           | 6            | 9            | 1051         | 1191         | 29     | 13     | 16     | 2098   | 2236   | -138   |

### Statistiche delle giocatrici
Campionato (stagione regolare e play-off)
| Giocatrice        | Partite | Partite | Min. | Pun | Tiri da 2 | Tiri da 2 | Tiri da 2 | Tiri da 3 | Tiri da 3 | Tiri da 3 | Tiri Liberi | Tiri Liberi | Tiri Liberi | Rimbalzi | Rimbalzi | Rimbalzi | Palle | Palle | Stopp. | Stopp. | Ass | Falli | Falli | Val. |
| Giocatrice        | Pr      | PG      | Min. | Pun | R         | T         | %         | R         | T         | %         | R           | T           | %           | D        | O        | T        | P     | R     | S      | D      | Ass | F     | S     | Val. |
| ----------------- | ------- | ------- | ---- | --- | --------- | --------- | --------- | --------- | --------- | --------- | ----------- | ----------- | ----------- | -------- | -------- | -------- | ----- | ----- | ------ | ------ | --- | ----- | ----- | ---- |
| Vittoria Allievi  | 28      | 28      | 544  | 83  | 35        | 85        | 41        | 1         | 9         | 11        | 10          | 25          | 40          | 46       | 30       | 76       | 48    | 24    | 8      | 3      | 42  | 73    | 24    | 50   |
| Ilaria Bernardi   | 3       | 2       | 3    | 0   | 0         | 1         | 0         |           |           |           |             |             |             |          |          |          |       |       |        |        |     |       |       | -1   |
| Beatrice Caloro   | 10      | 5       | 17   | 3   | 0         | 1         | 0         | 0         | 1         | 0         | 3           | 6           | 50          | 4        | 1        | 5        | 4     | 1     |        |        | 3   | 4     | 3     | 2    |
| Silvia Colognesi  | 1       | 1       | 2    | 0   |           |           |           |           |           |           |             |             |             |          |          |          |       |       |        |        |     |       |       |      |
| Beatrice Del Pero | 28      | 28      | 715  | 277 | 41        | 110       | 37        | 52        | 141       | 37        | 39          | 53          | 74          | 50       | 10       | 60       | 72    | 22    | 3      | 1      | 75  | 44    | 60    | 204  |
| Lisa Jablonowski  | 28      | 27      | 696  | 218 | 70        | 142       | 49        | 17        | 49        | 35        | 27          | 34          | 79          | 111      | 44       | 155      | 43    | 31    | 10     | 8      | 42  | 29    | 32    | 293  |
| Jessica Kovatch   | 9       | 9       | 168  | 84  | 12        | 30        | 40        | 11        | 41        | 27        | 27          | 31          | 87          | 23       | 4        | 27       | 21    | 10    | 1      | 1      | 16  | 22    | 27    | 69   |
| Marika Labanca    | 12      | 7       | 40   | 8   | 4         | 11        | 36        | 0         | 1         | 0         | 0           | 2           | 0           | 4        | 3        | 7        |       | 2     |        |        |     | 4     | 1     | 4    |
| Nancy N'Guessan   | 25      | 24      | 308  | 66  | 18        | 52        | 35        | 4         | 15        | 27        | 18          | 23          | 78          | 15       | 14       | 29       | 34    | 16    | 5      | 1      | 22  | 35    | 20    | 30   |
| Jaisa Nunn        | 28      | 28      | 781  | 388 | 145       | 279       | 52        | 8         | 22        | 36        | 74          | 109         | 68          | 151      | 120      | 271      | 27    | 30    | 14     | 6      | 25  | 61    | 80    | 515  |
| Cristina Osazuwa  | 26      | 19      | 144  | 45  | 17        | 38        | 45        |           |           |           | 11          | 20          | 55          | 24       | 12       | 36       | 11    | 3     | 2      | 2      |     | 14    | 12    | 41   |
| Martina Spinelli  | 28      | 28      | 659  | 217 | 61        | 160       | 38        | 13        | 52        | 25        | 56          | 89          | 63          | 124      | 26       | 150      | 63    | 39    | 15     | 8      | 31  | 70    | 92    | 218  |
| Laura Spreafico   | 12      | 12      | 362  | 158 | 15        | 49        | 31        | 34        | 93        | 37        | 26          | 37          | 70          | 17       | 1        | 18       | 26    | 18    | 3      |        | 16  | 20    | 43    | 100  |
| Laura Toffali     | 23      | 19      | 133  | 25  | 8         | 28        | 29        | 1         | 14        | 7         | 6           | 10          | 60          | 7        | 1        | 8        | 6     | 13    | 7      |        | 13  | 18    | 10    | 1    |
| Eleonora Villa    | 19      | 13      | 135  | 42  | 17        | 35        | 49        | 2         | 16        | 12        | 2           | 5           | 40          | 6        | 6        | 12       | 11    | 1     | 1      |        | 15  | 10    | 3     | 16   |
| Matilde Villa     | 28      | 28      | 893  | 431 | 153       | 321       | 48        | 15        | 60        | 25        | 80          | 97          | 82          | 104      | 25       | 129      | 81    | 47    | 15     | 13     | 139 | 62    | 81    | 452  |